# Terezie Panklová
Terezie Panklová, celým křestním jménem Marie Magdalena Terezie, rozená Novotná (8. listopadu 1797 Kladsko – 4. prosince 1863 Zaháň) byla matka Boženy Němcové.

## Život

### Mládí a narození dcery Barbory
Matkou Terezie byla Marie Magdalena Novotná, rozená Čudová (1770 Dobruška-Křovice – 1841 Vídeň), předobraz babičky ve stejnojmenném díle Boženy Němcové. Otec Jiří Novotný (kol. 1763 Dobruška – 17. května 1805 Kladsko) byl dobrušský tkadlec, který před vojenskou službou uprchl do Kladska; tam však byl odveden do pruské armády. Roku 1792 se s Marií Magdalenou Čudovou v Kladsku oženil.
Terezie Novotná měla osm sourozenců, z nichž čtyři předčasně zemřeli. Po úmrtí otce opustila s matkou a sourozenci Kladsko.
V matrice narozených Alservorstadt u Vídně je Terezie Novotná k datu 4. února 1820 uvedena jako matka nemanželské dcery Barbory Novotné, pozdější spisovatelky Boženy Němcové, kterou po svatbě legitimizoval Johann Pankl. Moderní výzkumy datum narození Boženy Němcové zpochybňují a přiklánějí se k názoru, že byla starší. (Někteří badatelé se domnívají, že Barbora nebyla dcerou Terezie a Johanna Panklových, a snaží se jí přiřknout šlechtický původ; jde však o názor podložený pouze indiciemi.)

### Sňatek a pobyt v Ratibořicích
Když se v roce 1819 hrabě Karel Rudolf von der Schullenburg oženil s Kateřinou Vilemínou Zaháňskou, vstoupil Johann Pankl do jejich služeb jako kočí. V létě roku 1820 se Pankl spolu s Terezií, dcerou Barborou a dalším služebnictvem kněžny Zaháňské přesunuli do Ratibořic. V České Skalici se konala 7. srpna 1820 svatba.
V Ratibořicích Terezie Panklová pracovala jako pradlena. Za obydlí bylo rodině vykázáno panské bělidlo nedaleko skleníku, vpravo od východu z parku (zbořeno 1830, přesné místo neznámé). Roku 1825 se k nim nastěhovala její matka, Magdalena Novotná. Roku 1830 babička odešla k mladší dceři Johaně a rodina se z panského bělidla přesunula do ratibořického dvora; zde žila do roku 1845 a pak se přestěhovala do Zaháně.
Manželé Panklovi měli celkem třináct dětí – Barboru (pozdější Boženu Němcovou) a dále děti (převážně předčasně zemřelé): Jan Josef (1821), Johana (1823–1824), Josef Ludvík (1824–?), Ferdinand Ludvík (1826–1826), August (1827–1828), Konstancie (1829–1836), Marie Teresie (1830–?), Augustin (1832–1834), Adelheida (1833–1834), Adelheida (1835–1888, též zvaná Adéla), Gustav (1837–?), Otto Vilém (1840–?).

### Pobyt v Zaháni
Ratibořický zámek přešel od roku 1842 na jiné majitele a budoucnost tamních zaměstnanců byla nejistá. Dne 20. dubna 1844 získala nejmladší sestra Kateřiny Vilemíny Zaháňské Dorothea v dražbě od sestry Paulíny zaháňské panství. Dorothea nabídla místo v Zaháni Johannu Panklovi, který se osvědčil dlouholetou službou u její sestry Kateřiny. Pankl se do Zaháně přestěhoval na jaře 1845 s manželkou Terezií a tehdy žijícími dětmi (Adéla, Gustav, Otto Vilém) i již dospělými syny Janem a Josefem. Božena Němcová byla v té době již úspěšnou spisovatelkou a pobývala s manželem a dětmi v Praze. V letech 1856–1858 žil v Zaháni i druhý syn Boženy Němcové Karel, který byl na zkušené v místní zámecké zahradě.
Terezie Panklová byla roku 1857 propuštěna ze zámecké služby a s malou penzí žila v Zaháni do roku 1863, kdy zemřela.

## Věk Terezie Panklové
Základní životopisci Boženy Němcové (Václav Tille (1867–1937), Miloslav Novotný (1894–1966) se domnívali, že Božena Němcová byla nemanželskou dcerou čtrnáctileté služky Johany Barbory Terezie Novotné. To, že šlo o záměnu a že skutečná matka byla její starší sestra Marie Magdalena Terezie Novotná (jméno Terezie bylo jméno kmotry a u sester se opakovalo), se podařilo prokázat až v 70. letech 20. století.
Dalším problémem je, že různé dokumenty uvádějí u Terezie Panklové různý věk narození. Badatelé vyvozují, že se vědomě či nevědomě dělala mladší.

## Božena Němcová a Terezie Panklová
V dopise neznámému adresátovi z konce roku 1854 charakterizovala Božena Němcová svůj vztah k rodičům v době, kdy jí bylo dvanáct až třináct let:
| „                                              | Ale byla jsem svéhlavá, nerada jsem povolila. Matka přísná, k nám dětem málomluvná – vždy mi všecko zhurta poroučela a za vše hned trestala a za trest jsem jí měla vždy odprosit a poděkovat. To bylo mi něco hrozného a nikdy jsem to neudělala, kdyby mne byla utloukla. Mnohdy mne cit k tomu pudil, ale noha se z místa nehnula a ústa se neotevřely. Otec mohl se mnu svést, co chtěl; on mě znal a vždy vlídně mluvil na nás, a já bych byla proň do ohně skočila. | “ |
| — Božena Němcová: Korespondence II (dopis 214) | |   |

Své matce psala Božena Němcová německy. Zachovaly se dva její dopisy (6. května 1856, dopis č. 166 a z července 1856, dopis č. 279), ve kterých vyjadřuje znepokojení, že její syn Karel, který do Zaháně odjel na zkušenou, jí nepodává žádnou zprávu. Zprávy o životu v Zaháni podávala Němcové především její sestra Adéla (Adelheida) Panklová (1835–1888) a, v době jeho pobytu v Zaháni, též syn Karel. Dopis Terezie Panklové dceři není znám.